# Linder Rennsport
Linder Rennsport ist ein ehemaliger deutscher Rennstall im Automobilsport. Ansässig war das Team in Füssen bzw. Pfronten.

## Historie

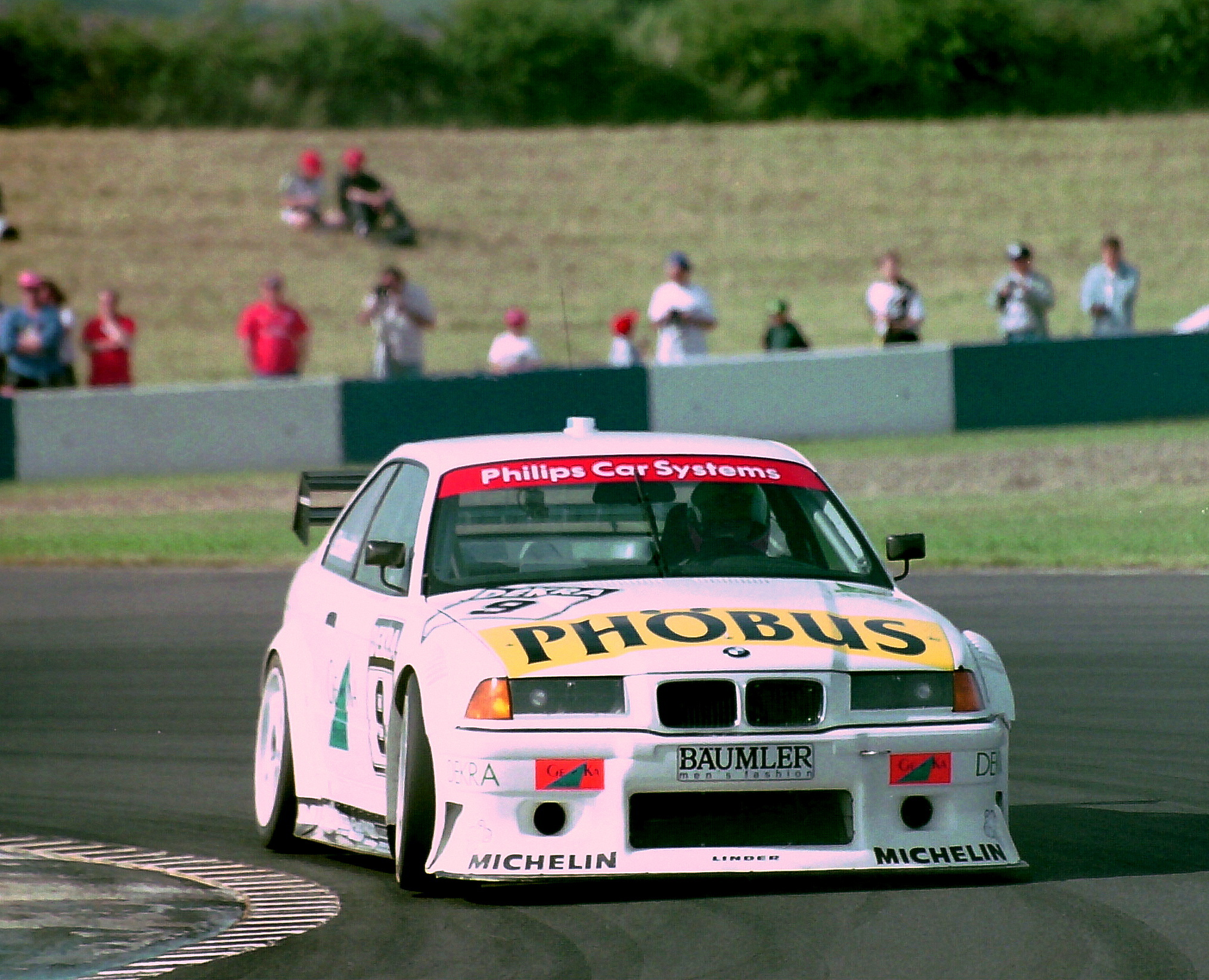
Frank Schmickler bei der DTM 1994 im BMW M3 E36

Gegründet wurde das Team 1982 von Ludwig „Luggi“ Linder. In Eigenregie und ohne Werksunterstützung baute Linder BMW-Modelle zu renntauglichen Tourenwagen um. Bereits ein Jahr später kam es zu ersten Einsätzen in kleineren nationalen Serien. Ab 1984 stieg Linder in die neu gegründete Deutsche Produktionswagen-Meisterschaft (später Deutsche Tourenwagen-Meisterschaft) ein. Winfried Vogt wurde in einem BMW 323i am Saisonende Vierter in der Meisterschaft. Das Folgejahr verlief weniger erfolgreich für Vogt und das Team musste sich mit dem zehnten Platz zufriedengeben. Nach der Saison zog sich Linder zunächst aus der DPM zurück. 1987 trat Linder mit Winfried Vogt, Altfrid Heger, Dieter Quester, Markus Oestreich und Franz Dufter in der Tourenwagen-Europameisterschaft an und gewann mit Vogt den Titel. Auch in der Tourenwagen-Weltmeisterschaft 1987 trat das Team zu einigen Rennen mit Winfried Vogt und Christian Danner an, war jedoch nicht punkteberechtigt. Erst 1988 trat Linder wieder in der DTM an, dieses Mal als Werksteam unter dem Namen BMW M Team Linder. Der große Sprung nach vorn blieb jedoch verwehrt. Zwei Siege durch Altfrid Heger beim Flugplatzrennen von Mainz-Finthen waren die besten Ergebnisse nach dem Wiedereinstieg in die Serie. Nach dem werkseitigen Rückzug BMWs aus der DTM, baute Linder, wie in den Anfangsjahren wieder in Eigenarbeit einen Tourenwagen auf Basis des BMW E36, jedoch ohne nennenswerten Erfolg. Ende des Jahres 1994 stieg Linder endgültig aus der DTM aus und 1995 in den Super-Tourenwagen-Cup ein, dieses Mal mit Tourenwagen des Honda Accords. Ende 1997 stellte Linder den Rennbetrieb ein.

## Fahrer in der DTM und STW
| 1984 | BMW 323i                                      | Winfried Vogt    |                  |                    |               |                   |
| 1985 | BMW 323i                                      | Winfried Vogt    |                  |                    |               |                   |
| 1988 | BMW M3/M3 Evo                                 | Dieter Quester   | Altfrid Heger    | Mercedes Stermitz  | Winfried Vogt | Eric van de Poele |
| 1989 | BMW M3 Evo                                    | Altfrid Heger    | Christian Danner |                    |               |                   |
| 1990 | BMW M3 Sport Evolution                        | Altfrid Heger    | Kris Nissen      |                    |               |                   |
| 1991 | BMW M3 Sport Evolution                        | Dieter Quester   | Altfrid Heger    | Annette Meeuvissen |               |                   |
| 1992 | BMW M3 Sport Evolution                        | Armin Hahne      | Wayne Gardner    |                    |               |                   |
| 1993 | BMW 325i Coupé E36 DTM/BMW M3 Sport Evolution | Armin Hahne      | Harald Becker    | Marco Werner       |               |                   |
| 1994 | BMW M3 E36                                    | Frank Schmickler |                  |                    |               |                   |
| 1995 | Honda Accord                                  | Armin Hahne      | Klaus Niedzwiedz |                    |               |                   |
| 1996 | Honda Accord                                  | Armin Hahne      | Klaus Niedzwiedz |                    |               |                   |
| 1997 | Honda Accord                                  | Altfrid Heger    | Marco Werner     |                    |               |                   |